# Peggy (film)
Pour plus de détails, voir Fiche technique et Distribution.
Peggy est un film muet américain réalisé par Thomas H. Ince et Charles Giblyn, sorti en 1916.

## Synopsis
Peggy Cameron rend visite à son oncle qui demeure en Écosse, dans une contrée très fermée au monde. Les goûts et les manières de la jeune américaine détonnent au sein de l'austère village…

## Fiche technique
- Réalisation : Thomas H. Ince, Charles Giblyn
- Scénario : C. Gardner Sullivan
- Durée : 70 minutes
- Date de sortie : 
  - États-Unis : 2 janvier 1916

## Distribution
- Billie Burke : Peggy Cameron

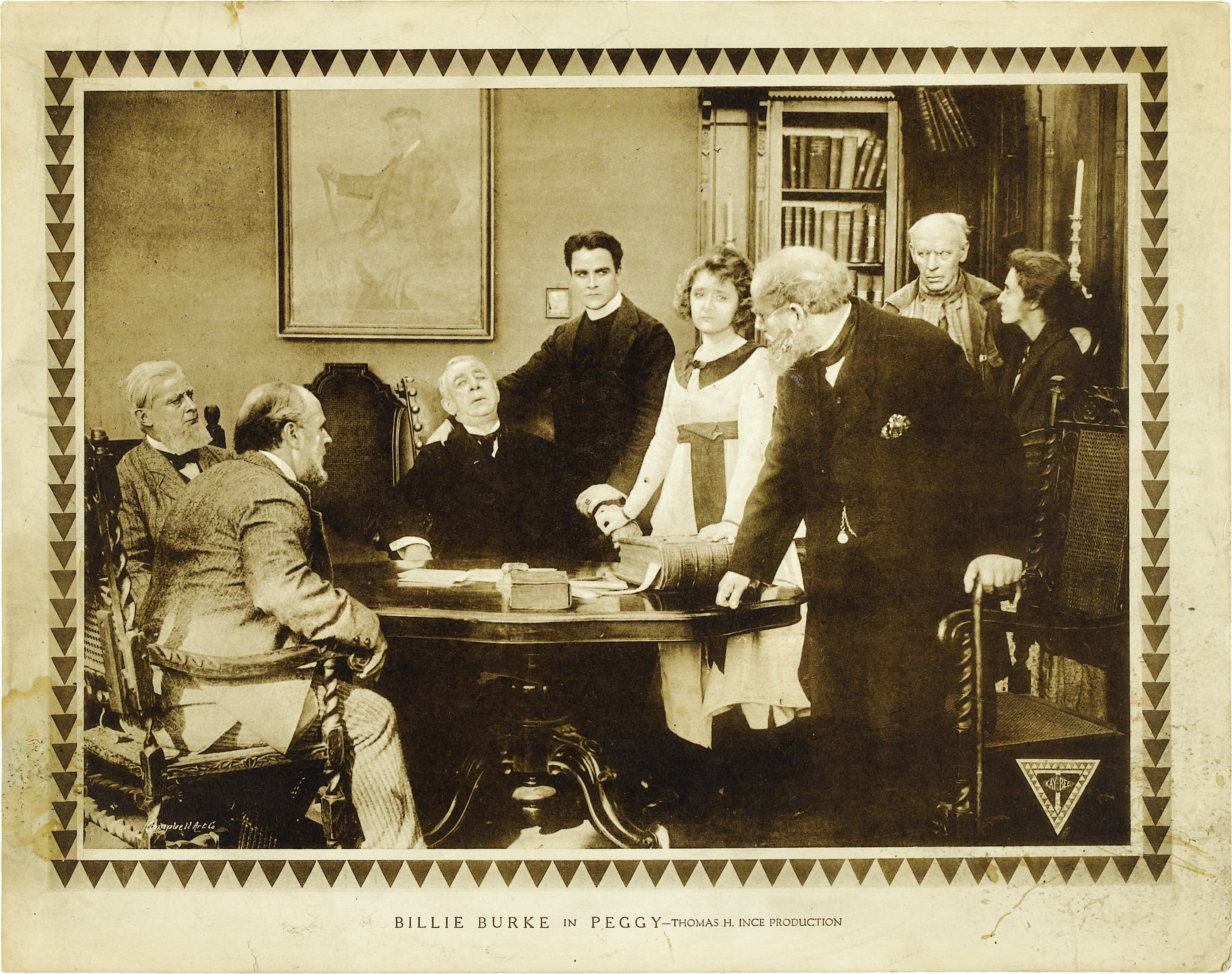
Carte promotionnelle du film Peggy.

- William H. Thompson : Andrew Cameron
- William Desmond : Révérend Donald Bruce
- Charles Ray : Colin Cameron
- Nona Thomas : Janet McLeod
- Gertrude Claire : Mrs Cameron
- Truly Shattuck : Mrs Van Allyn
- Claire Du Brey